# Prorella protoptata
Prorella protoptata är en fjärilsart som beskrevs av Mcdunnough 1938. Prorella protoptata ingår i släktet Prorella och familjen mätare. Inga underarter finns listade i Catalogue of Life.